# Tolhaai
De tolhaai (Carcharhinus brevipinna) is een haai uit de familie van de requiemhaaien.

## Natuurlijke omgeving
De tolhaai komt voor in:
- Het westen van de Atlantische Oceaan van North Carolina (Verenigde Staten)[5] tot het noorden van de Golf van Mexico[5] en de Bahama's[5] en van het zuiden van Brazilië[5] tot het noorden van Argentinië.[6] Ook bij Cuba[7] wordt hij waargenomen.
- Het oosten van de Atlantische Oceaan van Spanje tot Namibië, inclusief het zuiden van de Middellandse Zee.[5]
- De Indische Oceaan en het westen van de Grote Oceaan van de Rode Zee[5] tot ten zuiden van Zuid-Afrika[8] en naar het oosten tot Indonesië,[5] noordelijk tot Japan[5] en zuidelijk tot Australië.[6]

## Synoniemen
- Aprion brevipinna - (Müller & Henle, 1839)[2]
- Aprionodon brevipinna - (Müller & Henle, 1839)[2]
- Aprionodon caparti - Poll, 1951[9]
- Carcharhinus johnsoni - Smith, 1951[10]
- Carcharhinus maculipinnis - (Poey, 1865)[11]
- Carcharias brevipinna - Müller & Henle, 1839[2]
- Carcharinus johnsoni - Smith, 1951[10]
- Isogomphodon maculipinnis - Poey, 1865[11]
- Longmania calamaria - Whitley, 1944[12]
- Squalus brevipinna - (Müller & Henle, 1839)[2]
- Uranga nasuta - Whitley, 1943[13]

Zwartsnuithaai (C. acronotus) · Zilverpunthaai (C. albimarginatus) · Grootsnuithaai (C. altimus) · Sierlijke haai (C. amblyrhynchoides) · Grijze rifhaai (C. amblyrhynchos) · Varkensooghaai (C. amboinensis) · Borneohaai (C. borneensis) · Koperhaai (C. brachyurus) · Tolhaai (C. brevipinna) · Nerveuze haai (C. cautus) · Pacifische kleinstaarthaai (C. cerdale) · Witwanghaai (C. dussumieri) · Zijdehaai (C. falciformis) · Kreekhaai (C. fitzroyensis) · Galapagoshaai (C. galapagensis) · Pondicherryhaai (C. hemiodon) · Fijntandhaai (C. isodon) · Gladtandzwarttiphaai (C. leiodon) · Stierhaai (C. leucas) · Zwartpunthaai (C. limbatus) · Oceanische witpunthaai (C. longimanus) · Hardsnuithaai (C. macloti) · C. macrops · Zwartpuntrifhaai (C. melanopterus) · Schemerhaai (C. obscurus) · Caribische rifhaai (C. perezii) · Zandbankhaai (C. plumbeus) · Atlantische kleinstaarthaai (C. porosus) · Zwartstiphaai (C. sealei) · Nachthaai (C. signatus) · Vlekstaarthaai (C. sorrah) · Australische zwartpunthaai (C. tilstoni)